# Sciurus ingrami
La ardilla gris misionera (Sciurus ingrami),  también denominada comúnmente coatí-serelepe, serelepe, ardilla gris o ardilla misionera,  es una especie de roedor del género Sciurus de la familia de las ardillas. Es un animal arborícola que habita en selvas tropicales y subtropicales del oriente de Sudamérica.

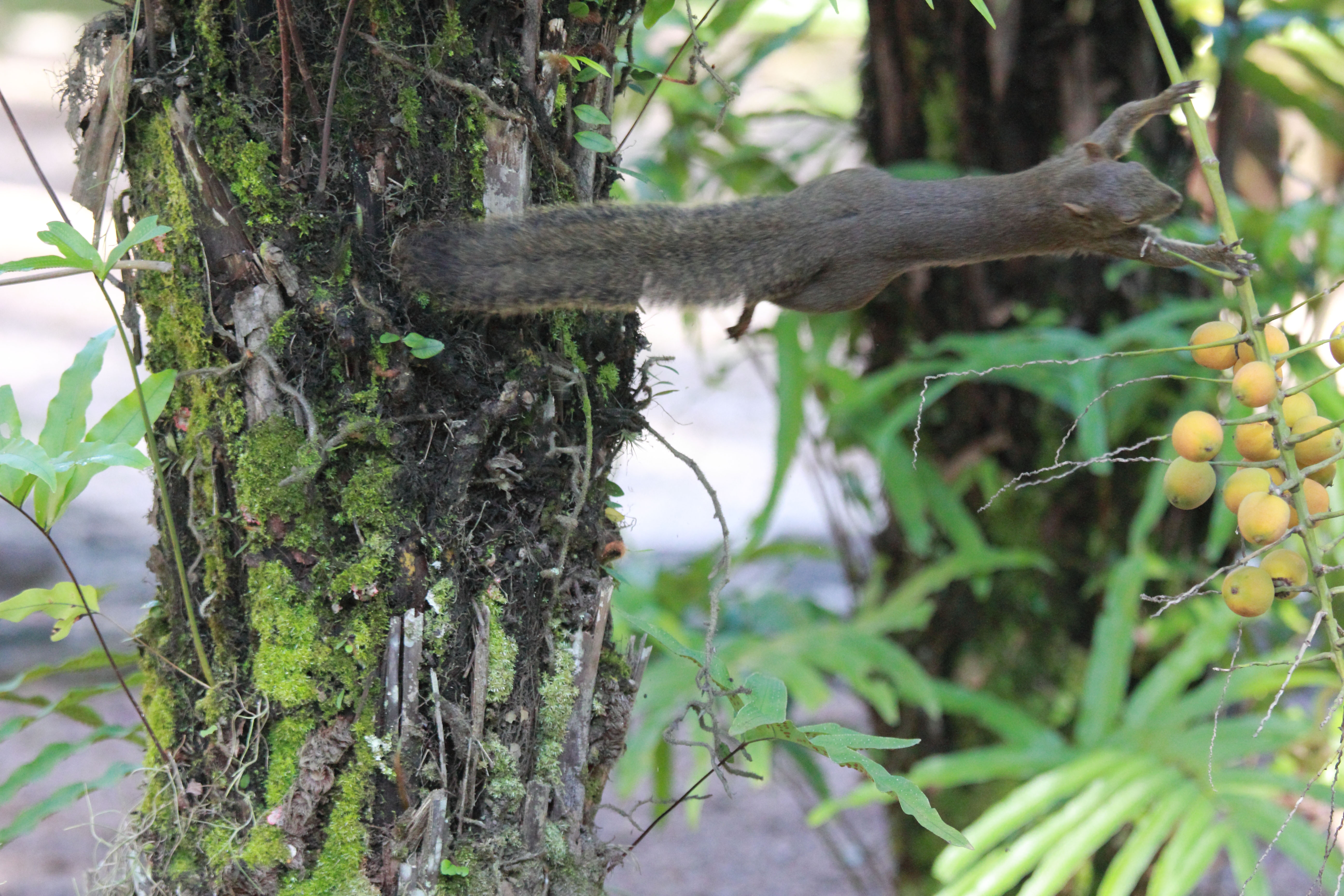
Una ardilla gris en el Jardín Botánico de Río de Janeiro, Brasil.

## Distribución y hábitat
Esta ardilla es un endemismo de la selvática mata atlántica del este de América del Sur. Se distribuye por los estados del este, sudeste y sur del Brasil desde el sur de Bahía por el norte pasando por Minas Gerais,  Espírito Santo, Río de Janeiro, São Paulo, Paraná, Santa Catarina, y llegando por el sur hasta el estado de Río Grande del Sur. Además en la porción austral de su distribución también habita las forestas ubicadas hacia el interior hasta la ribera izquierda (oriental) del río Paraná en el nordeste de la Argentina, en el norte de la mesopotamia de ese país, en la provincia de Misiones.

## Taxonomía y características
Esta ardilla fue descrita originalmente en el año 1901 por el zoólogo británico Oldfield Thomas. Se la agrupa en el subgénero Guerlinguetus.
Para algunos científicos es una buena especie, y para otros es sólo una subespecie de Sciurus aestuans, es decir, la identifican como: Sciurus aestuans ingrami.

### Características

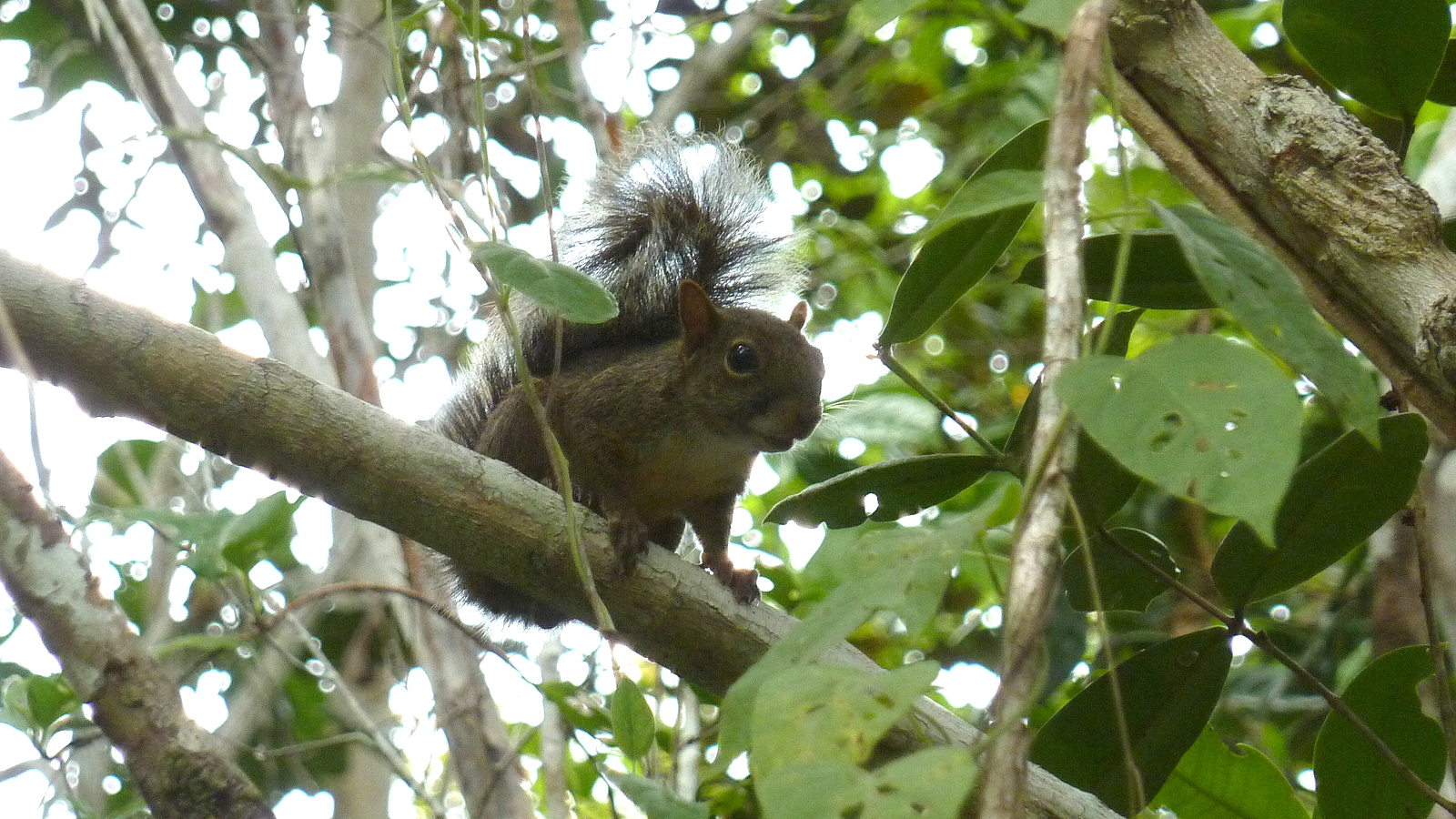
Una ardilla gris en Entre Ríos, estado de Bahía, Brasil.

Sciurus ingrami es la única ardilla en su hábitat por lo cual no puede ser confundida en su ambiente natural. Es de coloración olivácea, con tonos blancuzco o blancuzco ahumado en las partes inferiores.
Inmediatamente al norte de su distribución se encuentra la geonemia de la ardilla nordestina (Sciurus alphonsei) la cual habita desde la costa de Pará hasta Pernambuco. Esta última es de coloración pálida en su tonalidad general, siendo amarillenta en lo dorsal y grisácea en lo ventral. 
Ambos son los únicos taxones de ardillas de la franja oriental sudamericana, estando separadas de otras ardillas que habitan en la cuenca amazónica por las sabanas del cerrado y los bosques secos de la caatinga, lo cual favoreció su especiación.

## Costumbres
Es un animal diurno, muy activo, solitario y territorial. Se alimenta principalmente de semillas y frutos, incluso con endocarpio lignificado como es el caso de las palmeras, guardando una estrecha relación con la pindó (Syagrus romanzoffiana), demostrando la especialización de esta ardilla en el consumo de frutos zoocóricos.
Además captura insectos, y huevos y pichones de aves. Es predado por numerosas especies, especialmente aves rapaces y felinos de hábitos arborícolas.
Al ser un taxón que habita en zonas climáticas con inviernos suaves, no hiberna, aunque construye nidos donde se guarece en las horas nocturnas.